# يونس بن ميسرة
يونس بن ميسرة بن حلبس الجبلاني الحميري أبو حلبس الأعمى تابعي وأحد رواة الحديث، عالم دمشق، وهو القائل: إذا تكلفت ما لا يعنيك، لقيت ما يُعَنِّيْك.

## روايته للحديث
روى عن: بشير بن أَبي مسعود الأنصاري، وزياد بن جارية، وأبي سعيد عامر بن مسعود الزرقي، وعبد الله بن بسر المازني، وعبد الله بن عمر بن الخطاب، وعبد الله بن عمرو بن العاص، وعبد الرحمن بن أبي عميرة، وعبد الملك بن مروان بن الحكم، ومحمد بن المنكدر، ومعاوية بن أبي سفيان، وقيل: عن من سمع معاوية عن معاوية، وعن واثلة بن الأسقع، والوليد بن عبد الرحمن الجرشي، وأبي إدريس الخولاني، وأبي عبد الله الصنابحي، وأبي مسلم الجليلي، وأبي مسلم الخولاني، وابن لعبد الله بن مسعود، وأم الدرداء.
روى عنه: إبراهيم بن أَبي شيبا، وأبو النضر إسحاق بن سيار الشامي، وخالد بن يزيد بن صالح بن صبيح المري، وروح بن جناح، وسعيد بن عبد العزيز، وسليمان بن عتبة أبو الربيع، وأبو العلاء صخر بن جندل البيروتي، وعبد الله بن العلاء بن زبر، وعبد ربه بن ميمون الأشعري، وعبد الرحمن بن عمرو الأوزاعي، وعمرو بن واقد، وعيسى بن موسى القرشي، ومحمد بن الحجاج القرشي، ومحمد بن عبد الله بن مهاجر الشعيثي، ومحمد بن مهاجر الأنصاري، ومدرك بن أَبي سعد الفزاري، ومروان بن جناح، ومعاوية بن صالح الحضرمي، ومعاوية بن يحيى الصدفي، والهيثم بن عمران العنسي، والوزير بن صبيح.

## أقواله
- قال يونس بن حلبس: من عمل على غير يقين فباطل.
- وقال: أين إخواني؟ أين أصحابي؟ ذهب المعلمون، وبقي المتعلمون، ذهب المطعمون وبقي المستطعمون.
- وقال: الزاهد أن يكون حالك في المصيبة، وحالك إذا لم تصب بها سواء، وأن يكون مادحك وذامك في الخلق سواء.
- وقال: حرم الله على نفس أن تموت حتى ينقطع أثرها، وحتى تستوعب آخر رزقها، وحتى ينقطع أجلها.[4]

## أقوال العلماء فيه
- قال أبو حاتم الرازي: كان من خيار الناس، وكان يقرئ في مسجد دمشق وكف بصره.
- قال أبو داود، والدارقطني: ثقة.
- قال العجلي: شامي تابعي ثقة.[5]
- قال ابن حجر: ثقة عابد معمر.[6]
- ذكره ابن حبان في كتابه الثقات.[7]

## وفاته
قال الهيثم بن عمران: كنت جالسا عند يونس بن ميسرة، وكان عند غياب الشمس يدعو بدعوات فيها: اللهم ارزقنا الشهادة في سبيلك. فكنت أقول في نفسي: من أين يرزق الشهادة وهو أعمى؟! فلما دخلت المسودة دمشق قتل. قتل سنة اثنتين وثلاثين ومائة، في شهر رمضان.